# Oberea oculata
Oberea oculata es una especie de escarabajo longicornio del género Oberea, subfamilia Lamiinae. Fue descrita científicamente por Linné en 1758.
Se distribuye por Suecia, Bosnia y Herzegovina, Croacia, Cerdeña, Sicilia, Rusia europea, Irán, Kazajistán, Suiza, República Checa, Yugoslavia, Macedonia, España, Lituania, Turquía, Eslovaquia, Eslovenia, Estonia, Moldavia, Crimea, Letonia, Ucrania, Dinamarca, Albania y Austria. Mide 14-21 milímetros de longitud. El período de vuelo de esta especie ocurre en los meses de mayo, junio, julio, agosto y septiembre.
Parte de la dieta de Oberea oculata se compone de plantas de las familias Salicaceae y Moraceae.

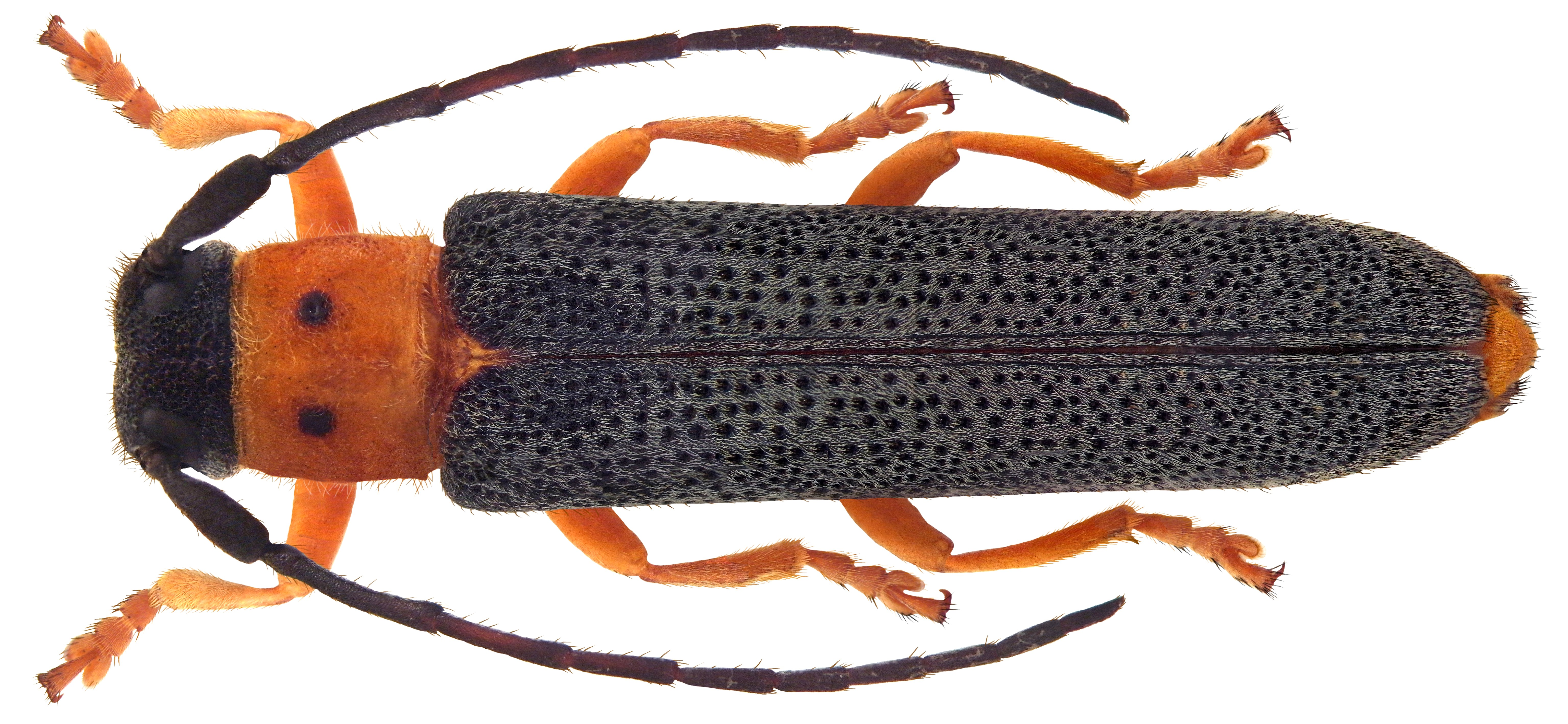
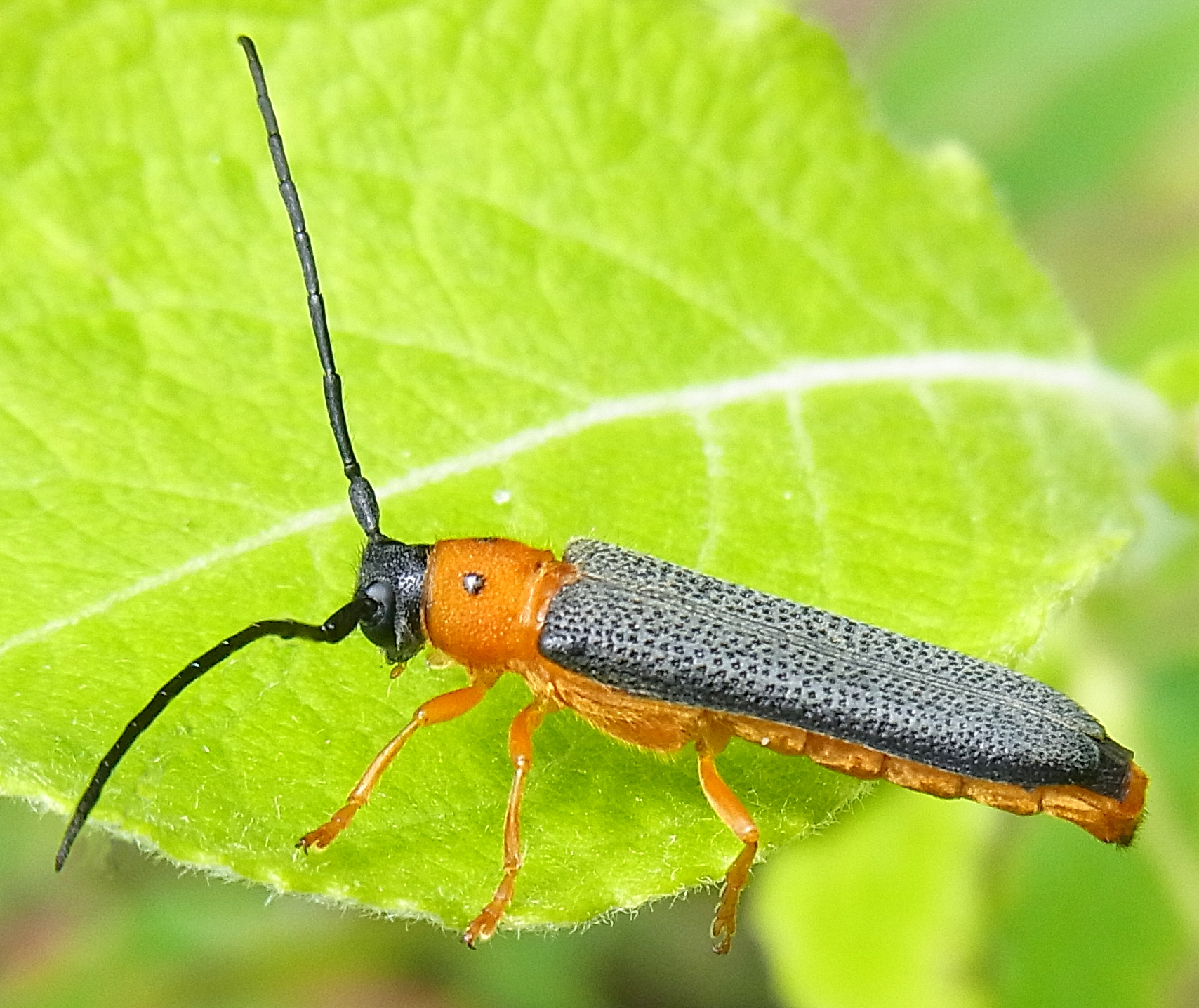
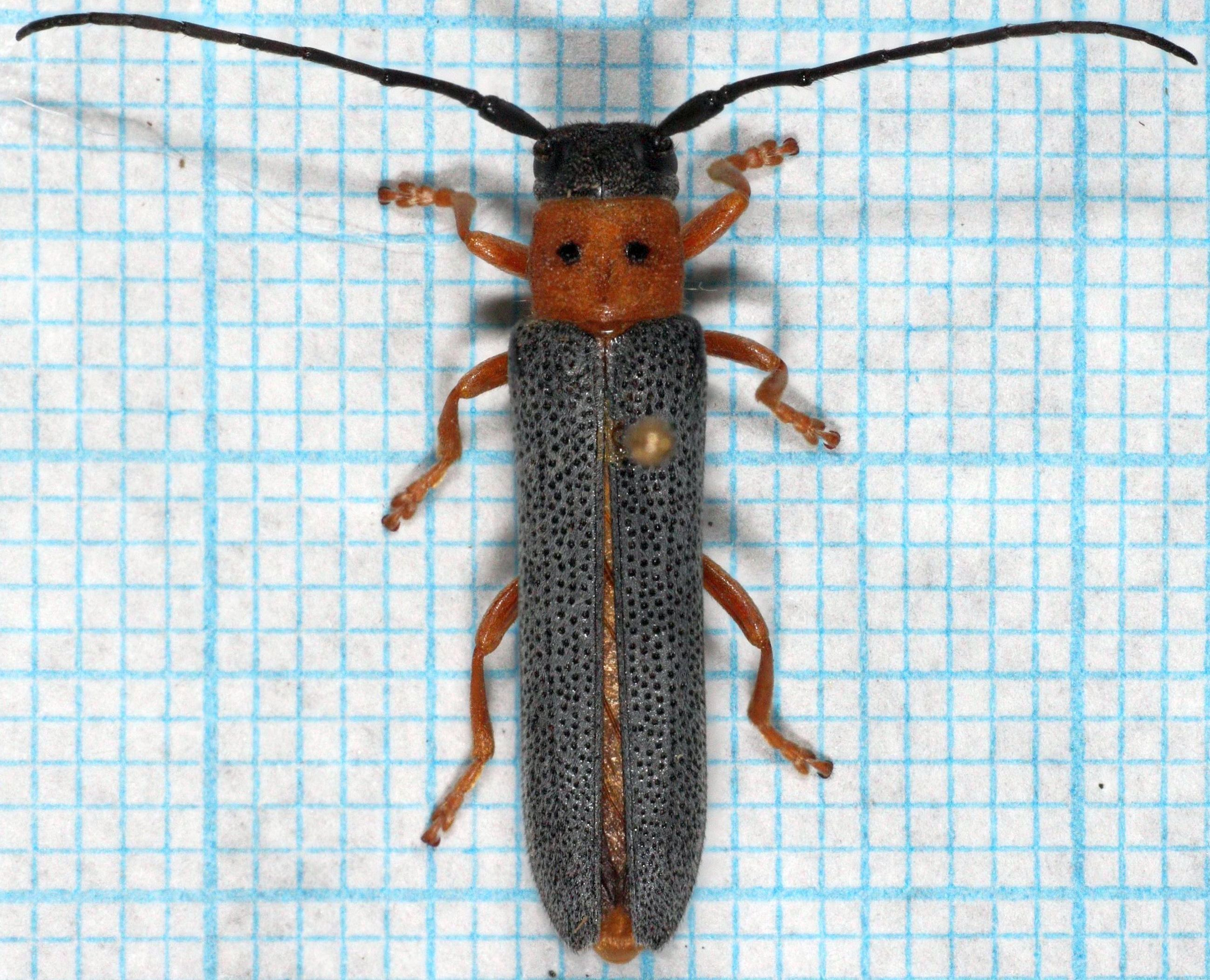
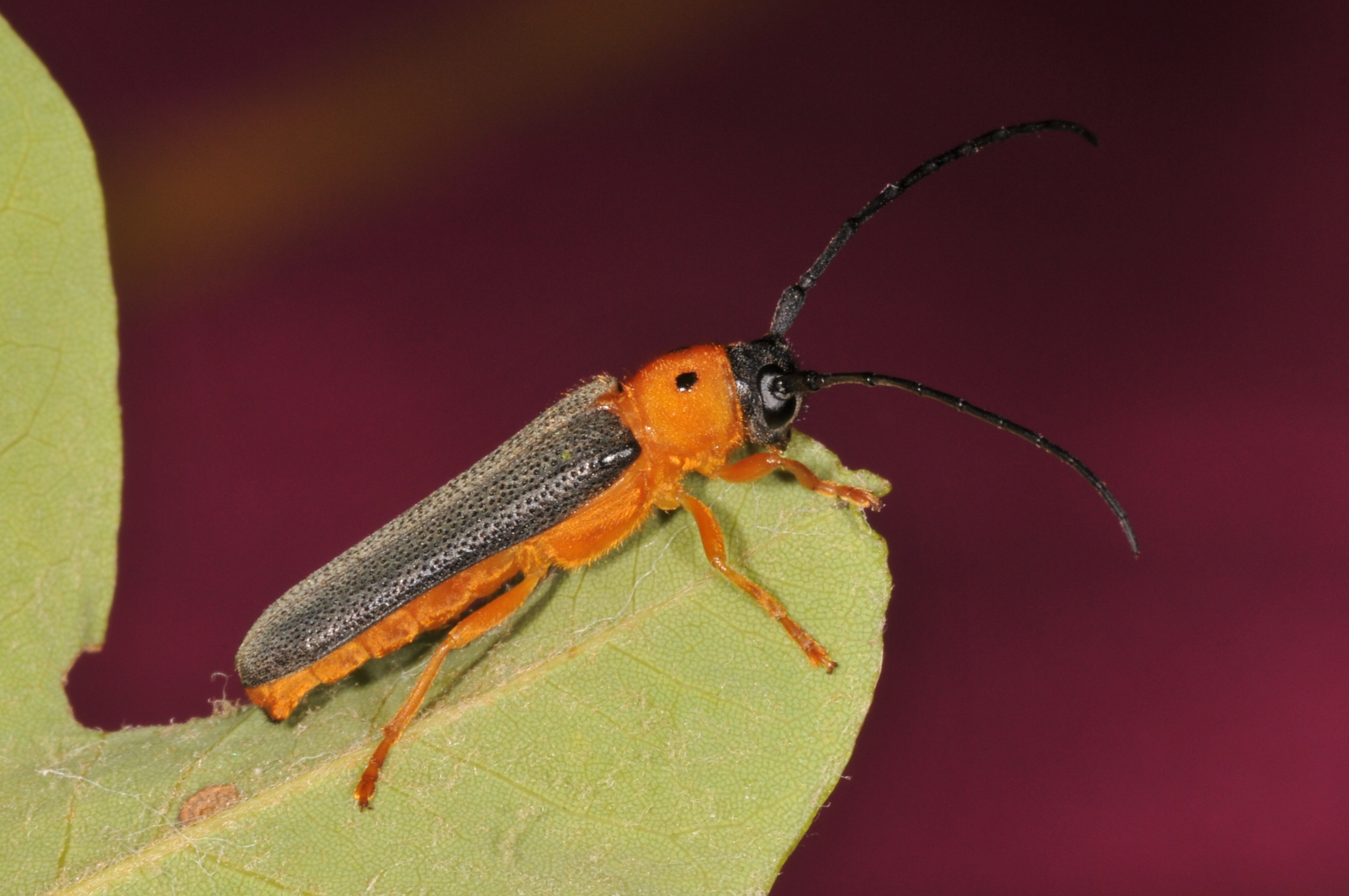
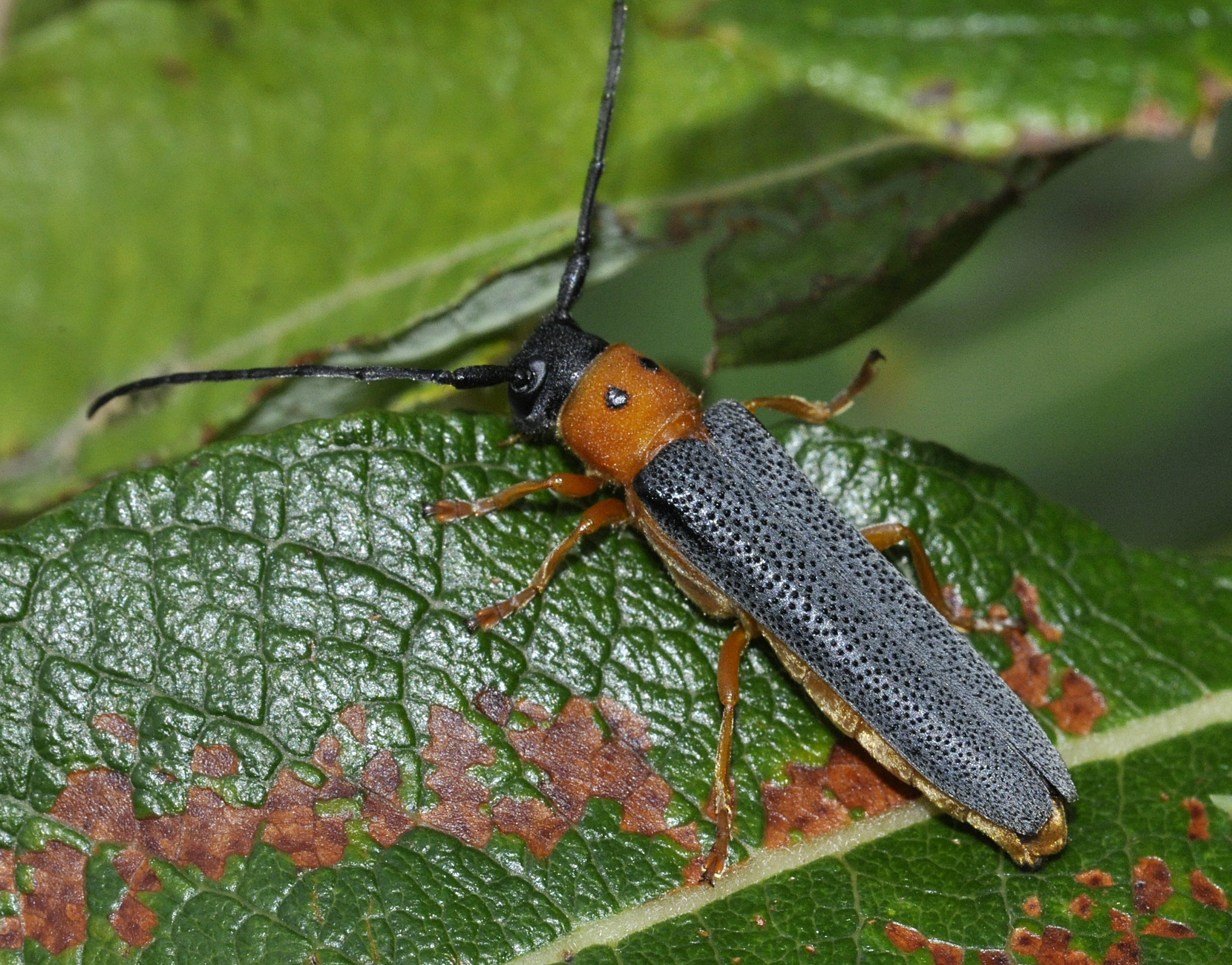